# Commanderie de Chauffour (Essonne)
Pour la commanderie de Chauffour dans la Seine-et-Marne, voir Commanderie de Chauffour (Seine-et-Marne).
La commanderie de Chauffour des Hospitaliers de l'ordre de Saint-Jean de Jérusalem dépendait du prieuré hospitalier de Saint-Jean de Latran et est maintenant située sur le commune de Chauffour-lès-Étréchy dans le département de l'Essonne.

## Origine
Elle se composait au XVe siècle d'une maison du commandeur, 120 arpents de terre, la haute, moyenne et basse justice avec le cens et la dime sur tout le territoire de Chauffour et d'une partie d'Étréchy ainsi que les terres de la seigneurie de Vaucelas.
La dime de Chauffour avait été cédé en 1290 par les moines du couvent de Morigny,. Mahaut de Neuviz avait vendu en juillet 1303 tout ce qu'elle possédait à Étampes mais recueilli par la commanderie de Chauffour. Il s'agissait de maisons, terres, prés, vignes et cens,.
En 1410, un donné de L'Hospital reçoit contre une redevance annuelle de 18 livres tournois un bail viager. Au début du XVIe siècle la commanderie fut détruite et jamais reconstruite, les terres furent affermées à divers particuliers.
La commanderie de Chauffour rapportait en 1495 90 livres, en 1757 600 livres et en 1783 1 400 livres.

## Dépendances
La commanderie de Chauffour avait plusieurs membres, comme le membre de Villeconin à Villeconin, le membre de Bruyères à Bruyères-le-Châtel, le membre de Fontaine-Livreau à Chauffour comprenait l’ermitage de Saint-Martin-de-la-Roche, les terres du membre de Saint-Evroult que Chrétien François de Lamoignon, président du parlement de Paris, possédait en 1776, le membre de Sermaise comprenait l'église et le cimetière avec les maisons bordant la rivière, le membre de la Ménagerie et de la prairie du membre de Guisseray à Breuillet et le membre de la Croix-de-Fer à Lardy comprenant maisons et terres.

## La Commanderie aujourd'hui
Il ne reste plus de traces de la commanderie, si on en excepte une très belle cave profonde et bien voûtée, dont une partie encore comblée se continue sous la route, une sorte de grange aux murs épais, percés de petites lucarnes, une rampe d'escalier grossièrement taillée et une pierre sculptée d'une croix encastrée dans un mur moderne.
L'église, consacrée à saint Jean-Baptiste, abrite une nef à chevet plat de style roman. Les premières fondations de l'église et du presbytère remontent, selon les archives départementales, à 1290. Des aménagements ont été réalisés en 1862, 1890 et 1910. Hélas, les dégâts occasionnés lors des combats de la Libération, en juin 1944, l'endommagèrent sérieusement. Sa rénovation totale viendra dans les années 1990. Les traces de l’ancien clocher sont encore visibles sur les flancs sud de l’édifice. Le site actuel est ainsi moins vaste qu'à l'origine.

## Sources
- Eugène Mannier, Les commanderies du grand prieuré de France d'après les documents inédits conservés aux archives nationales à Paris, Paris, 1872 (lire en ligne)